# Mandarinopus gracilipes
Mandarinopus gracilipes är en mångfotingart som beskrevs av Karl Wilhelm Verhoeff 1933. Mandarinopus gracilipes ingår i släktet Mandarinopus och familjen orangeridubbelfotingar. Inga underarter finns listade i Catalogue of Life.